# 沙拉布·贡嘎道尔吉
沙拉布·贡嘎道尔吉（1935年5月2日—）蒙古族，蒙古东戈壁省伊赫赫特人，蒙古政治家，曾于1990年担任最后一任蒙古人民共和国部长会议主席。

## 生平
1935年，贡嘎道尔吉生于东戈壁省伊赫赫特。他于1959年毕业于莫斯科的俄罗斯国立农业大学。1967年至1968年在蒙古人民革命党中央委员会多个部门任职后，他成为了蒙古人民共和国农业部副部长。 1980年，他被任命为农业部第一副部长，负责国营农场。1981年，他成为了蒙古人民革命党色楞格省委员会第一书记。 1986年，他被任命为农业部部长。
在成为总理之前，贡嘎道尔吉是色楞格省33选区的大人民呼拉尔成员，并任大人民呼拉爾主席團主席的顾问。
从1987年到1990年3月21日，他兼任农业和食品工业部长和部长会议副主席。1990年3月21日，在反政府示威活动的压力下，蒙古人民革命党中央政治局和政府集体辞职，部长会议主席杜马·索德诺姆也在辞职者之列，贡嘎道尔吉成为部长会议主席，任至1990年9月第一次自由选举举行。
1992年，他被任命为蒙古驻朝鲜大使，后来又被任命为驻哈萨克斯坦大使。2000年至2004年，他出任国家大呼拉尔成员，并担任环境与农村发展常设委员会主席。
贡嘎道尔吉拥有农业科学博士学位，并且是蒙古科学院院士。他已婚并育有三个儿女。
自1997年起，贡嘎道尔吉成为“Agropro”有限公司的执行董事。